# جوجهي
جوجهي هي قرية في مقاطعة أرومية، إيران. يقدر عدد سكانها بـ 1041 نسمة بحسب إحصاء 2016.